# Axmo
AXMO ist ein deutsches DJ- und Produzenten-Duo aus Hamburg, bestehend aus André Appel und Morten Juhl (* 24. Dezember 1993). Sie erlangten Bekanntheit durch ihre Lieder aus dem Bereich Electronic Dance Music, welche in Fachmagazinen aufgegriffen und von zahlreichen DJs aufgeführt werden. Insbesondere aufgrund ihrer Zusammenarbeit mit W&W, bei deren Label Rave Culture sie unter Vertrag stehen, erreichten sie auch internationale Beachtung. Axmo spielen regelmäßig auf großen EDM-Festivals wie Parookaville und World Club Dome sowie Shows in Asien.

## Werdegang
Durch ihr gemeinsames Interesse an Musikproduktion begannen die beiden 2018 mit dem Projekt AXMO ihre Zusammenarbeit. Das Pseudonym leitet sich dabei aus den ersten Buchstaben ihrer Vornamen André und (X) MOrten ab. Mit ihrer ersten Produktion, einem Bootleg des Backstreet-Boys-Klassikers I Want It That Way, erlangten sie erste Aufmerksamkeit. Dieser wurde 2019 von Blasterjaxx u. a. beim Tomorrowland Festival verwendet und war im folgenden Jahr regelmäßig Bestandteil der Livesets von W&W, darunter bei ihren Auftritten bei Parookaville und in der Lanxess Arena. Es folgten erste Veröffentlichungen auf den Underground-Labels Quartzo und Loca. Ihr Durchbruch gelang 2020 mit dem Track The Mind, welcher auf Rave Culture, dem Label von W&W, erschien. Das Lied wurde von mehreren bekannten Big Room und Trance-DJs in ihren Radioshows aufgeführt, einschließlich Armin van Buuren (A State Of Trance) und Dimitri Vegas & Like Mike (Smash The House), und konnte sich auf Rang #4 der Beatport-Charts im Bereich Big Room platzieren. Wenig später entstand eine Kollaboration zusammen mit W&W. Sie trägt den Titel Rave Love und ist stilistisch dem Hands-Up zuzuordnen, enthält jedoch auch Big Room Elemente. Das Werk wurde von Fachmagazinen wie Dance-Charts und WeRaveYou als „einzigartige“ Big Room Single bewertet, insbesondere wurden die Vocals der deutschen Indie-Rock-Sängerin Sonja Fritzsche hervorgehoben. Rave Love bildete den Höhepunkt der Auftritte von W&W im Jahr 2020 und erhielt Unterstützung von weiteren Künstlern wie Hardwell, Timmy Trumpet und Showtek. Das Lied erreichte die Spitzenposition der Beatport-Charts im Bereich Hard Dance, war mindestens 302 Tage in den Top 100 vertreten und weist über 38 Mio. Aufrufe auf Spotify auf.
2021 folgte mit Heaven & Hell eine weitere Kollaboration auf Rave Culture, diesmal mit Sandro Silva. Der Track erhielt positive Kritiken von DJMag sowie vom edmreviewer und erreichte Rang #2 der Beatport-Charts im Bereich Big Room. Die vierte Veröffentlichung unter Rave Culture namens Paralyzed stellt eine „Symbiose“ aus den beiden Genres Future Rave und Trance dar. Sie wurde von mehreren Trance-Produzenten aufgegriffen, darunter Tiësto, Ørjan Nilsen und Andrew Rayel und markiert die zweite #1 Platzierung des Duos, dieses Mal im Bereich Big Room. Im April präsentierten W&W ihre zweite Kollaboration als Abschluss ihres ‚Club Mythic‘ Livesets. Das Lied mit dem Titel Skydance erschien wenig später und wird vom Stil her als Nachfolger von Rave Love angesehen. Es konnte an den Erfolg anknüpfen und ist das dritte Lied mit einer #1 Platzierung auf Beatport. Die ebenfalls im ‚Club Mythic‘ Liveset uraufgeführte Kollaboration mit 22Bullets namens Mr. BigBoom wurde Ende Mai veröffentlicht. Neben weiteren Kollaborationen mit Stvw und Harris & Ford folgten im Verlauf des Jahres Remixe für Lunax, Klaas und Jerome, welche bei Kontor erschienen. Außerdem hatten Axmo ihren ersten Gastauftritt im Rahmen des Amsterdam Music Festivals.
Anfang 2022 entstand mit Kevu das Lied Ravergy. Erneut wurde das Zusammenspiel mehrerer Genres, dieses Mal aus Big-Room und Trance, positiv aufgefasst. Darauf folgte mit StarShine (I Don't Want This Night To End) die dritte Kollaboration mit W&W, bei der wieder Sonja als Sängerin fungierte. Das Lied erreichte die #1 Platzierung auf Beatport im Bereich Hard Dance. Sowohl Ravergy als auch StarShine wurden in den Shows von W&W genutzt und auf der Ultra Miami Mainstage von Mykris gespielt. Im April 2022 legten Axmo beim Easter Rave erstmals bei einer Großveranstaltung sowie international in Prag auf. Es folgten Auftritte bei den Festivals World Club Dome und Parookaville sowie Tourneen in Asien. Für ihre Live-Shows erstellten sie Bootlegs zu Pepas, Epic und Stay, die von W&W auch bei Tomorrowland, Mysteryland und Electric Love aufgeführt wurden. Weitere Lieder mit Trance-Einflüssen wie Music In The Air und The Soulcatcher fanden Anklang bei Künstlern dieses Bereichs darunter Andrew Rayel, MarLo und Mark Sixma.

## Diskografie

### EPs
- 2020: Contrast

### Singles
2019:
- Explore
- Spaceship
- Home

2020:
- The Mind
- Rave Love (mit W&W feat. SONJA)

2021:
- Heaven & Hell (mit Sandro Silva)
- Paralyzed
- Skydance (mit W&W feat. Giin)
- Mr. BigBoom (mit 22Bullets)
- The Jungle
- Time Capsule (mit STVW)
- Dreams (mit Harris & Ford)
- Monsters (mit Benni Hunnit)

2022:
- Ravergy (mit KEVU)
- StarShine (I Don't Want This Night To End) (mit W&W feat. SONJA)
- Flashbacks (mit R3spawn)
- Y.O.L.O. (You Only Lie Once) (feat. Marmy)
- To The Moon (mit Jerome)
- Sunshine (mit Dance Nation)
- Music In The Air (mit NWYR & STVW)
- I Like To Party (mit DJ Junior)
- The Soulcatcher (mit Sandro Silva)
- Heaven Is A Place On Earth (mit W&W)

2023:
- Take Me Home (mit Neptunica)
- Rave Superstar (mit W&W feat. Haley Maze)

### Remixe
2021:
- Jerome – Take My Hand
- Lunax – Milky Way
- Klaas – Feel only Love

2022:
- R.I.O. feat. Nicco – Party Shaker